# Wilhelmstraße 26 (Heilbronn)
Das Haus Wilhelmstraße 26 in Heilbronn wurde 1894 bis 1895 im Stil der Gründerzeit errichtet. Es war das Wohnhaus der wohlhabenden jüdischen Familien Adler und Oppenheimer, ab 1937 auch Firmensitz der Firma Emil Oppenheimer & Co. 1939 fand die „Arisierung“ statt, das Haus wurde Sitz einer NSDAP-Ortsgruppe und von einem NS-Funktionär bewohnt. Durch die starke Beschädigung im Krieg stürzte das Gebäude am 9. Januar 1948 ein.
Das Schicksal des jüdischen Hauses im Dritten Reich und die Vorgänge um das Rückerstattungsverfahren für das Gebäude Wilhelmstraße 26 mit Parzelle 4811/2 werden in der Chronik der Stadt Heilbronn: 1945–1951 beschrieben. 1953 erfolgte die Neubebauung des Grundstücks nach Entwürfen des Architekten Kurt Marohn an gleicher Stelle durch ein regional führendes Autohaus. Das Geschäftsgebäude in einem in den 1950er Jahren als modern empfundenen Stil, wird von Werner Gauss in seinem Heilbronner Stadtführer Heilbronn. Gestern und heute (1954) aufgeführt. 1989 erfolgte der Umbau zum „Sozialhaus“ für die Arbeitsloseninitiative, die Nichtsesshaftenhilfe und einen türkischen Verein, mit der Bestrebung, den „Charakter des Gebäudes“ zu wahren.

## Wohnhaus Adler/Oppenheimer (1937)

Haus der jüdischen Familie Adler und Oppenheimer

Haus Wilhelmstr. 26, Detail mit Erker und Turmhelm

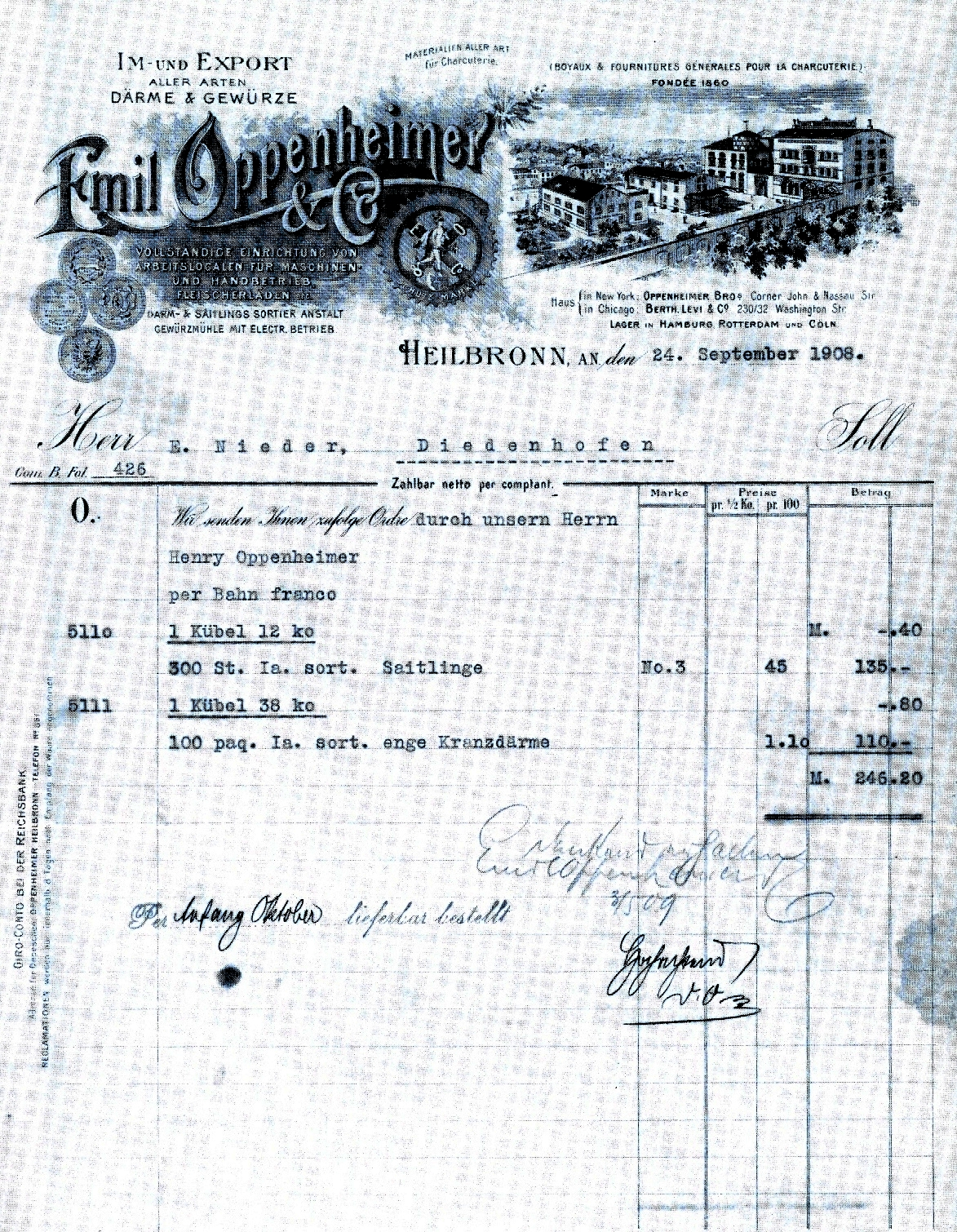
Emil Oppenheimer & Co. in Heilbronn Rechnung ausgestellt am 24. September 1908.

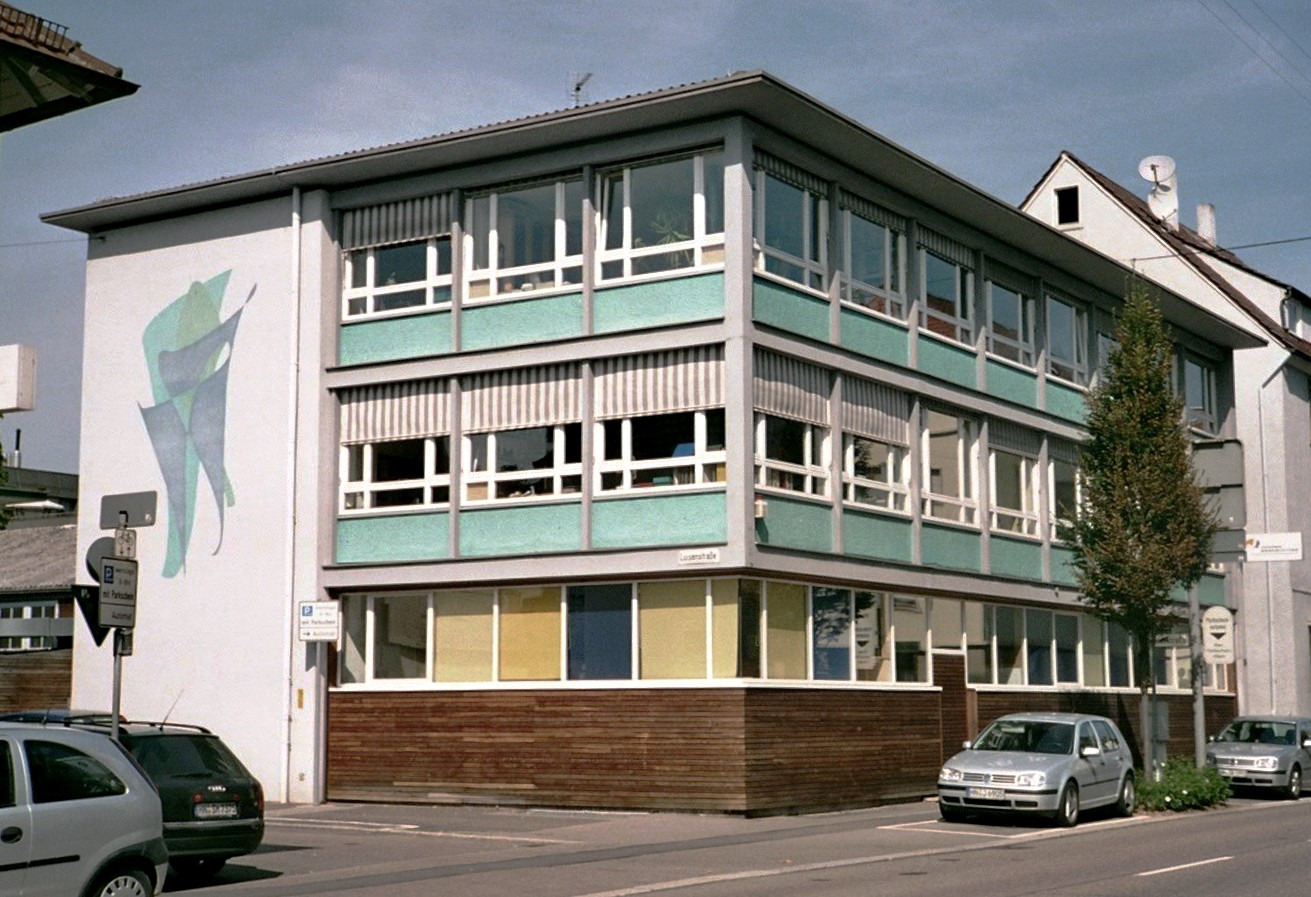
Wilhelmstraße 26: Ex-Autohaus Heermann eröffnet am 19. Dezember 1953. Pläne Architekt Kurt Marohn

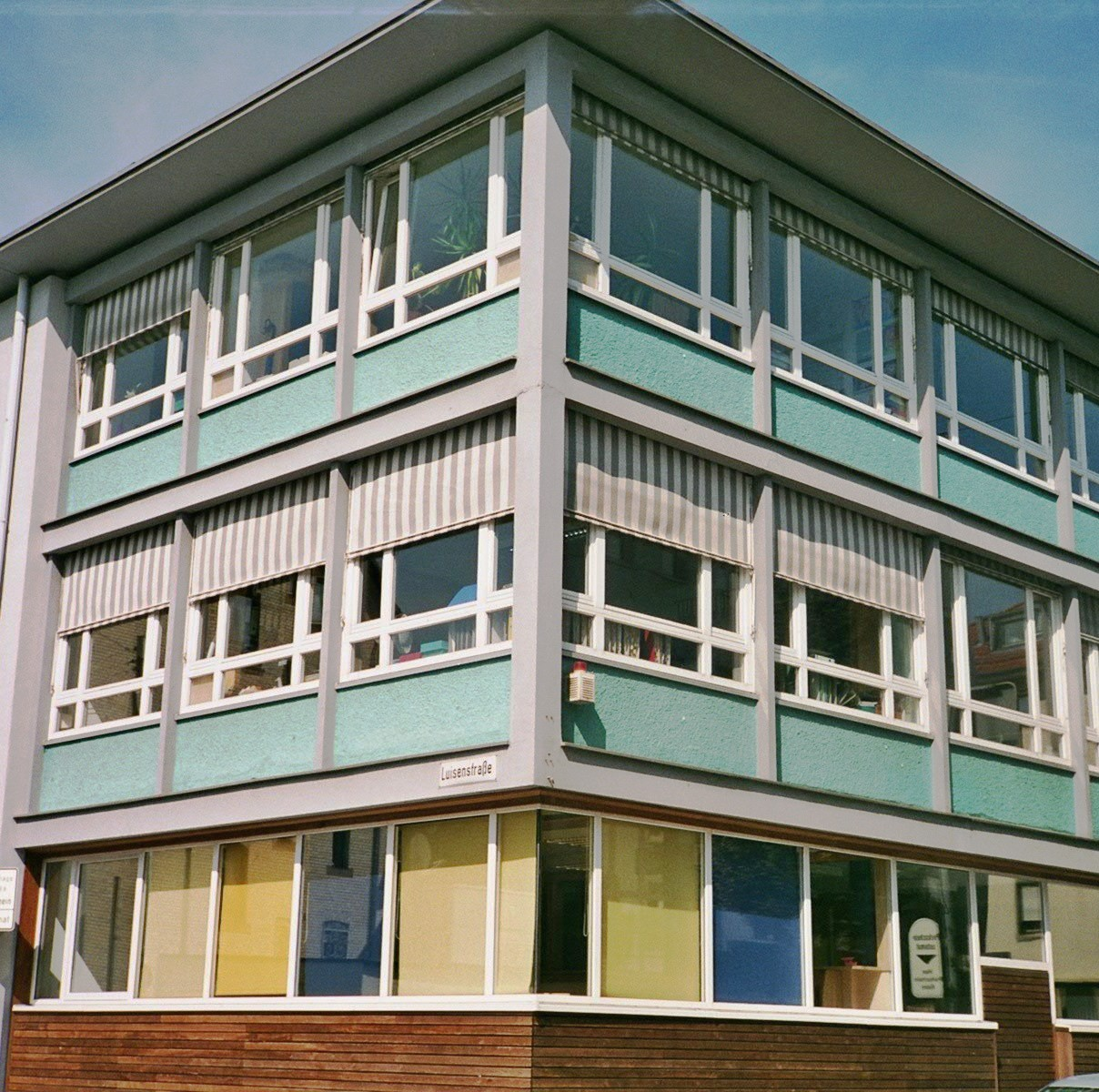
Ex-Autohaus Heermann, Ecke

(zum Teil nur Jahre der Erwähnung in den Archivalien)

### Beschreibung
Das 1894/95 erbaute Wohnhaus Wilhelmstraße 26 war ein Eckhaus an der Ecke Wilhelm- /Luisenstraße in Heilbronn. Über einem Sockelgeschoss erhoben sich zwei Geschosse, die nach oben mit einem niedrigen Mezzaningeschoß abschlossen. Zwischen Erdgeschoss und Obergeschoss befand sich ein Mäanderfries. Die Fassade zur Wilhelmstraße war in vier Achsen untergliedert, während die an der Luisenstraße in drei Achsen unterteilt gewesen ist. Die Eckansicht des Gebäudes erfuhr eine Betonung durch einen architektonisch aufwendig gegliederten Konsolerker. Der Erker war mit einem hohen Turmhelm versehen und verlieh der Eckansicht das Hauptaugenmerk. Pilaster mit ionischen Kapitellen und Voluten schmückten den Erker und stützten einen hohen, reich verzierten Architrav, auf dem der hohe Turmhelm ruhte. Die Fensterrahmung in der Beletage (1. Obergeschoss) war aufwändig gestaltet, mit Baluster in den Brüstungsfeldern und Fensterverdachungen auf Konsolen.

### Geschichte
Das Gebäude bewohnte der Kaufmann Sigmund Adler mit seiner Familie. Im Jahre 1937 wurde das Haus auch Sitz des jüdischen Kaufmanns Richard Oppenheimer, der das Unternehmen Emil Oppenheimer & Co. übernommen hatte. Das weltweit tätige Unternehmen hatte Emil Oppenheimer zu einem der Millionäre Württembergs gemacht und wurde zuletzt von dem Neffen Emil Oppenheimers, Richard geführt. Emil Oppenheimer & Co. hatte in seiner Glanzzeit Lager in Rotterdam, Hamburg, Köln, und Filialen in New York und Chicago.
Bis 1938 bewohnten auch Eugen, Hedwig (geb. Freundlich) und die Mädchen Elfriede, Hilde und Margot Adler das Haus, die bis 1937 dort ein Häute- und Lederwarengeschäft führten. Am 22. Dezember 1938 mussten die jüdischen Eheleute Richard Oppenheimer (2. November 1872 – 20. November 1941) und Gertrud Oppenheimer geb. Adler (14. Dezember 1884 –?) – das Haus für rund 30.000 Reichsmark an die Stadt verkaufen. Der Einkaufswert hatte 35.100 RM betragen.
Das Haus beherbergte ab diesem Zeitpunkt die NSDAP-Ortsgruppe Heilbronn/Rosenberg und auch die Wohnung des stellvertretenden Kreisleiters, Rektor Georg Zeller. Teile des Anwesens wurden am 25. Oktober 1939 an die alt eingesessenen Heilbronner Kunstanstalt und Druckerei Weisert & Daur weiterverkauft.
Als verschleppte jüdische Bürger, die in dem Haus Wilhelmstraße 26 gemeldet waren, sind registriert: Gertrud Oppenheimer, vermutlich ermordet im KZ Izbica, Todesdatum unbekannt; Sofie Rothschild, vermutlich ermordet am 20. Februar 1943 im KZ Theresienstadt; Hermine Strauss, vermutlich ermordet im KZ Auschwitz, Todesdatum unbekannt und Max Strauss vermutlich ermordet am 17. Juni 1944 im KZ Theresienstadt.
Im Krieg wurde das Haus schwer beschädigt, die Ruine stürzte aber erst nach einem starken Sturm am 9. Januar 1948 vollständig ein. Nach der Rückgabe des Anwesens am 2. März 1950 an Alfred Oppenheimer (22. Juli 1909 – ?), dem Sohn und Alleinerbe von Richard und Gertrud Oppenheimer, erhielt dieser für die Nutzung des Hauses 700 Deutsche Mark. Das gesamte Rückerstattungsverfahren dauerte bis 1970 und endete mit einem Vergleich.

## Autohaus Heermann (1953)
Am 19. Dezember 1953 wurde auf dem Grundstück das von Kurt Marohn geplante und errichtete Autohaus Heermann eröffnet. Es war 1953 die „führende Autofirma in Nord-Württemberg und Nordbaden“, das neben Magirus-Deutz, Tempo, Faun und NSU-Fiat-Werke vertrat. Die Bedeutung des Autohauses wird bei Werner Gauss deutlich, der das Autohaus in der Wilhelmstraße, neben einem Geschäftshaus an der Allee und dem Kaufhaus Merkur am Fleiner Tor als eines der wenigen Beispiele für neue Geschäftshäuser im Jahre 1953 darstellt. Das Gebäude fiel 1953 durch seine ungewöhnliche und seltene Architektur auf – „einen […] architektonisch ungewöhnlichen reizvollen Akzent […] wie wir solche in Heilbronn allzuviele noch nicht haben“. Der Bau sei ein Beispiel für eine moderne Zweck-Architektur – „Muster eines modernen Zweckbaus … Man sieht an diesem Bau, in welcher Richtung sich die moderne Zweck-Architektur bewegt.“ Elemente, die „den Bau im Straßenbild herausheben“ seien das Betonskelett und die „betonte Farbigkeit“. Das Skelett sei „grazil durchgeführt“, trage mit einer „bewundernswerten Leichtigkeit“ den Baukörper und zeichne die „Linienführung“ der einzelnen Stockwerke nach. Die Farbgebung der Brüstungen sei in dunklem Terrakotta, die Jalousien blau-weiß gestreift. Das Skelett und die Farbe gäben dem Gebäude einen „lebendigen ja geradezu herausfordernd frischen Charakter“.

## „Sozialhaus“ (1989)
1989 zog das Autohaus von der Wilhelmstraße in die Neckarsulmer Straße. Daraufhin wurde das Haus von der Stadt Heilbronn nach Plänen des Heilbronner Architekten Lothar Kohler als „Sozialhaus“ für mehr als eine Million DM umgebaut und daraufhin der Arbeitsloseninitiative Heilbronn e.V., der Nichtseßhaftenhilfe Heilbronn e.V. und dem Türkischen Sport- und Freizeitverein e.V. übergeben. Das Land Baden-Württemberg, der damalige Landeswohlfahrtsverband Württemberg-Hohenzollern und der Landkreis Heilbronn beteiligten sich mit 300.000 Mark. Der Baubürgermeister Ulrich Bauer betonte, dass der „Charakter des Gebäudes“ durch die künftige Nutzung nicht in Frage gestellt werde.